# 土岐赖润
土岐赖润（日语：／ Toki Yorimitsu，1788年7月1日—1826年10月23日），日本江戶時代後期大名，上野沼田藩8代藩主，沼田藩土岐家11代。
土岐赖润为备后福山藩主阿部正伦五男，正室为有马赖贵之女。子女有土岐赖宁（五男），女儿（土岐赖功正室）。官位为从五位下，山城守。
天明8年5月28日于江户出生。幼名龙五郎、兵部。文化10年（1813年）3月19日，前代藩主土岐赖布隐居，土岐赖润作为养嗣子继承家督。后任奏者番。在藩政改革中制定了农村复兴和“禁止遗弃初生婴儿”的条令，但是未收到成效。文政9年（1826年）9月22日去世，享年39岁，其后由养嗣子土岐赖功继承。墓所：万松山东海寺春雨庵。